# Magnus Lindberg (tonsättare)
Magnus Gustaf Adolf Lindberg, född den 27 juni 1958 i Helsingfors, är en finlandssvensk tonsättare. 
Han studerade vid Sibelius-Akademin för Einojuhani Rautavaara och Paavo Heininen.
Lindberg är gift med författaren Gunilla Hemming.

## Priser och utmärkelser
- 1988 – Nordiska rådets musikpris – Kraft för symfoniorkester och elektronik
- 2003 – Ledamot av Kungliga Musikaliska Akademien